# 鱗尾袋貂屬
鱗尾袋貂屬為袋貂科下的一個屬，現存僅有鱗尾袋貂一種，本屬另外也包含了生存於中新世的已滅絕種Wyulda asherjoeli。